# Sandgrönnorna
Sandgrönnorna  is een verzameling Zweeds zandbanken, die door de stijging van het gehele gebied aan elkaar gegroeid zijn. Sandgrönnorna behoort tot de Lule-archipel en het Rödkallens Natuurreservaat. De voormalige zandbanken Båkgrönnan, Mitti-Sandgrönnan, Stor-Sandgrönnan, Nyvallen en Skvalpen zijn door hun ligging van belang voor het foerageren en broeden van trekvogels, op deze eilanden voornamelijk steltlopers. Skvalpen kwam rondom het jaar 1900 boven water.